# Gunnel Frisell-Hallström

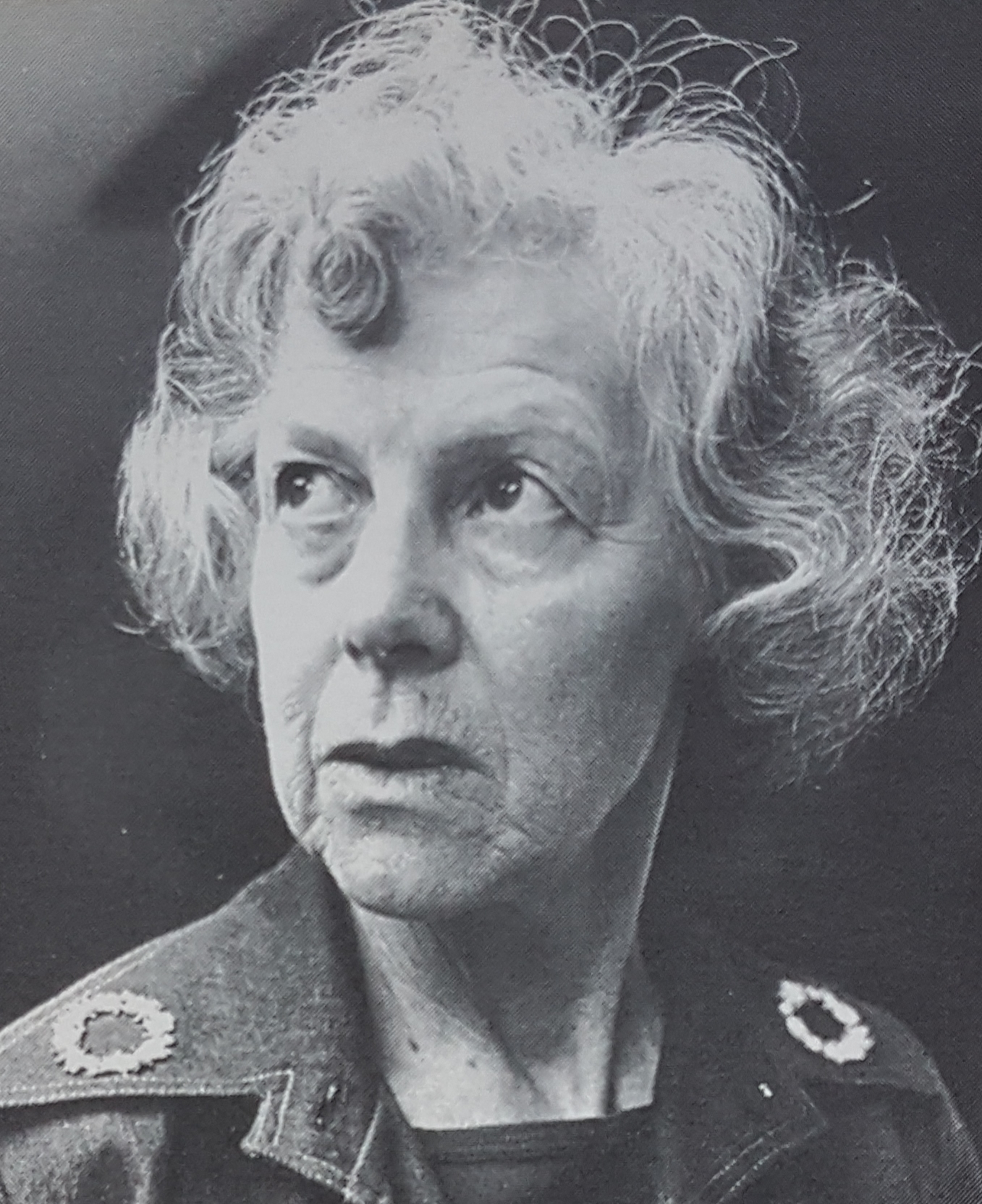
Gunnel Frisell-Hallström

Gunnel Frisell-Hallström, född 21 september 1906 i Uppsala, död 29 juli 1998 i Sofia församling, Stockholm, var en svensk konstnär.
Hon var dotter till Hjalmar Frisell och Lilly, född Meyer. Hon inledde sina konststudier vid Tekniska skolan i Stockholm 1924–1929, varefter hon for till Paris för att studera vid Académie Colarossi 1928–1930, där fick hon Marcel Gimond som handledare. Hon fortsatte studierna vid Konsthögskolan i Stockholm 1937–1944. Frisell-Hallström finns representerad på Värmlands museum i Karlstad.
Hon var från 1936 gift med konstnären Erik G:son Hallström (1905–1993). Tillsammans med sin man målade hon mycket utomlands, bland annat i Italien, Spanien, Frankrike och Grekland. De är begravda på Adelsö kyrkogård.